# ヒジャーズ
- ヒジャーズ
- ヘジャズ

- Ḥijāz
- al-Ḥijāz
- Hejaz

ヒジャーズ（ヒジャズ、ヘジャズ、Hejaz、Hijaz、Hedjaz; アラビア語表記： الحجاز al-Ḥijāz）は、アラビア半島の紅海沿岸の地方。

## 地理

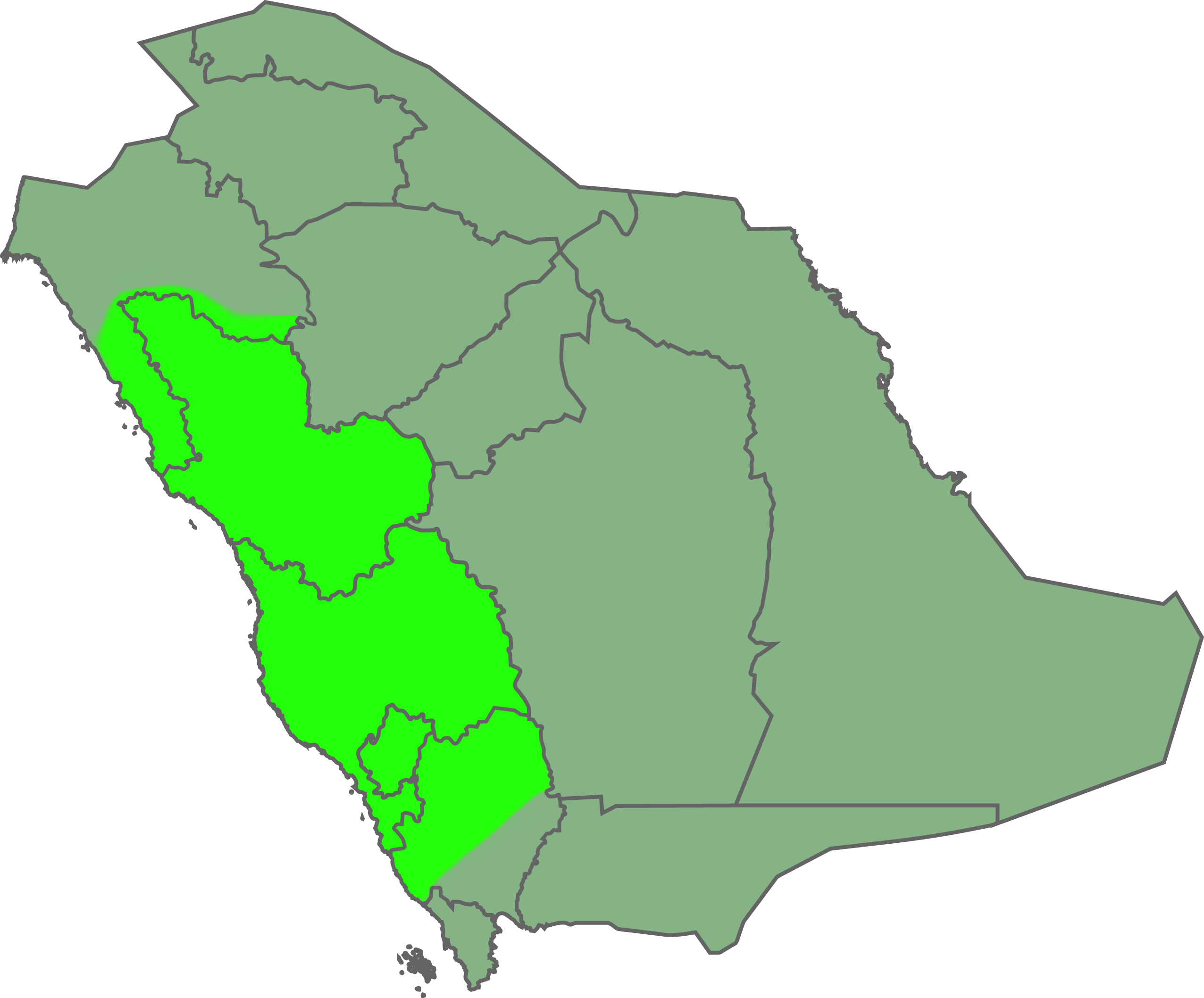
サウジアラビア内のヒジャーズの位置、現在はいくつかの州に分割されている

マッカ（メッカ）、マディーナ（メディナ）の二大聖地を含む、アラブおよびイスラームにとって歴史的・宗教的・政治的に重要な地であった。またこの地域の最大都市ジッダ（ジェッダ）は聖地への海からの入口であるだけでなく、ヒジャーズの政治的中心として重要性を持ったこともあった。
ヒジャーズは今日のサウジアラビア王国の北西部にあたる。アラビア半島の西端にはヒジャーズ山脈およびその南のアスィール山脈という一続きの山脈が走っている。アラビア半島の紅海沿岸は大きく南北に分けられ、北はヒジャーズ、南はアスィール州（アシール、Asir、山岳地帯）およびティハーマ（ティハマー、Tihamah、Tehama、海岸沿いの平野地帯）と呼ばれる。アスィールとティハーマは一部イエメンにかかっており、最近まで両国間に国境や帰属をめぐる議論があった。ヒジャーズ地方はヒジャーズ山脈を挟んだ両側をさす。
ヒジャーズ山脈はヨルダンとサウジの国境付近から発し、部分的に標高2,000mを超える高さとなり、南はマッカ周辺で600mほどに低くなるまで続く。その西麓は急激に海に向かって落ち込んでおりところどころで断崖絶壁をなし、海岸平野はわずかで天然の良港はほとんどない。その代わり、ヒジャーズ西麓にたまに起こる大嵐は雨で山の土をむき出しにし、このため丘陵地には肥沃な農地がある。ヒジャーズ東麓は西側よりも緩やかに下っており、半島中央部の高原地帯、ナジュド（ナジド、Najd）に続いている。気候は乾燥しており、雨のときしか流れないワジ（涸れ川）がいくつか走っており、人々はオアシスやワジの付近で細々と農耕をしている。オアシスのうち最も大きな街がマディーナである。アラビア語で、ヒジャーズとは「障壁」を意味し、東のナジュドと南西のティハーマを分ける山並であった。このため、ヒジャーズ地方に、ナジュドとティハーマを分ける高い山地、サラワト山脈（アスィールの一部）を含む場合がある。

## 歴史
ヒジャーズには古来から人が居住し農耕を営み、また南のイエメンに産する乳香など香料を北のエジプトなど地中海沿岸に運ぶための陸路や海路が整備され交易が行われていた。古代ローマはイエメンに軍を送り、ヒジャーズの一部はローマ帝国のアラビア属州に組み込まれていたと見られる。
ヒジャーズはイスラム帝国発祥の地であったが、13世紀以降からエジプトの政権やオスマン帝国の宗主権のもと、マッカの太守（シャリーフ）ハーシム家の自治が続いた。これが変化するのは第一次世界大戦時、イギリスがオスマン帝国の後方のアラブ人を立ち上がらせ戦わせようとしたときだった。ハーシム家のフサイン・イブン・アリーはイギリスとフサイン＝マクマホン協定を結び、イラクやシリア、パレスチナも含むアラビア全域の独立と支配をもくろんでアラブ反乱を起こした。この際、トーマス・エドワード・ロレンス（アラビアのロレンス）は反乱軍を支援し、オスマン帝国がダマスクスからマディーナまでヒジャーズを縦断して敷設したヒジャーズ鉄道を破壊するなどの戦闘に協力。1916年には、フサイン・イブン・アリーはイギリスの後ろ盾でヒジャーズ王国を建国し、ヒジャーズは独立したがその期間は短かった。フサイン・イブン・アリーは結局王国をアラブ全体に広げることはできず、1924年にはナジュドからアブドゥルアズィーズ・イブン＝サウードが侵攻、フサイン・イブン・アリーは退位してキプロスに逃れたが、その翌年には長男アリー・イブン・フセインが降伏し、弟のイラク王国に亡命することで、ハーシム家のヒジャーズ支配は終焉する。
ヒジャーズを攻略したアブドゥルアズィーズ・イブン＝サウードは1926年にヒジャーズ王を称し、1931年にはヒジャーズ＝ナジュド王国という連合王国の王となり、1932年にはこれをサウジアラビア王国と改称した。